# 元帥 (日本)

元帥徽章。菊花紋と桐花紋を上下中央に配し、旭日旗である陸軍の軍旗（右）および、海軍の軍艦旗（左）を意匠化している。

日本における元帥（げんすい）は、日本軍における最高位の階級または称号である。
元帥を超える階級もしくは称号は、天皇が称した大元帥のみである。1871年（明治4年）並びに1872年（明治5年）から1873年（明治6年）までにおいては大元帥及び元帥は大将以下の階級と同じく相当表あるいは官等表に掲載する官名であり勅任官とされた。このときの陸軍元帥については実際に任官の例があるが、大元帥や海軍元帥（かいぐんげんすい）の任官の例は見つけられない。1898年（明治31年）以降は元帥府に列せられた陸軍大将または海軍大将に与えられた称号（元帥陸軍大将）及び（元帥海軍大将）である。現在の自衛隊にはこれに相当する称号は存在しない。

## 概要

### 階級
日本軍（陸・海軍）における元帥の制度は、1871年（明治4年7月）の兵部省相当表（同年8月に官等に改めた）や1872年（明治5年10月）の海軍省官等表に現れ 、実際に任官した例としては1872年8月22日（明治5年7月19日）に参議西郷隆盛に陸軍元帥を兼任させて参議兼陸軍元帥の西郷隆盛に近衛都督を命じた。同年9月1日（7月29日）に参議兼陸軍元帥西郷隆盛を改めて陸軍元帥兼参議に任じている 。
そして、1872年10月9日（明治5年9月7日）の太政官布告第252号により大元帥及び元帥の服制を制定している 。同布告によって定められたのは大元帥と元帥の階級章であるが、天皇が大元帥となった場合の階級章と釦も大元帥とは別に定められていた。このことから、当時は天皇以外の者が大元帥となることも想定されていたと指摘されている。
1873年（明治6年）3月19日の陸軍武官俸給表で元帥の俸給を定めており、俸給表では少将以上の俸給を官名並びに近衛または鎮台の配置の組み合わせに応じて俸給を定めたが、元帥は近衛の場合の俸給だけを規定した。大元帥の俸給は定めていない。
1873年（明治6年）5月8日の官制改正で大元帥及び元帥を廃止したため 、その時点で西郷隆盛は陸軍元帥兼参議から陸軍元帥が外れ、同年5月12日に改めて参議西郷隆盛を陸軍大将兼参議に任じた 。階級としての元帥制度の運用は、このように極めて短期間で終了した。

### 称号
1898年（明治31年）に元帥府条例が制定され、「陸海軍大将ノ中ニ於テ老功卓抜ナル者」に軍務の顧問としての元帥の称号を与えることになった。このとき公文において肩書きを署する場合には大将の上に元帥の称号を冠することになる。この際に称号を与えられたのは、小松宮彰仁親王、山縣有朋、大山巌及び西郷従道（陸軍3名・海軍1名）だった。また、同年の明治31年勅令第96号「元帥徽章ノ制式及装著ニ関スル件」で、元帥徽章の制式及び着装方法について定められた。さらに、1918年に大正7年勅令第331号「元帥佩刀制式」が定められ、元帥佩刀（元帥刀）の制度が設けられた（他国の元帥杖に相当）。元帥は天皇の最高軍事顧問として元帥府に列し、陸海軍大将以下とは異なり終身現役であった。
この元帥は前述のそれと異なり、「元帥府に列せられた陸海軍大将への称号」であり、諸外国のような個別の階級ではないため、「陸軍（海軍）元帥」とは呼ばず、また階級章も陸海軍大将のものをそのまま佩用した。山本五十六について例示すると、「元帥海軍大将 山本五十六」または「山本元帥」と呼称するのが正しく、「海軍元帥 山本五十六」「山本海軍元帥」などと呼称するのは誤りである。
明治時代には陸軍5名・海軍3名（西郷隆盛を除く）、大正時代には陸軍6名・海軍6名、昭和時代には陸軍6名・海軍4名に元帥の称号が与えられた。第二次世界大戦および太平洋戦争中は、陸軍で3名（寺内寿一、杉山元、畑俊六）、海軍で3名（永野修身、山本五十六、古賀峯一）が元帥に叙されたが、うち海軍の2名（山本と古賀）は死後追贈であり、永野が唯一生前に叙された。
1926年（大正15年）4月26日には、元帥礼遇が大勲位昌徳宮李王坧に対して与えられている。
1945年の昭和20年勅令第669号「元帥府条例等廃止ノ件」により、日本の元帥制度は廃止された。この時点で元帥であった存命者は、梨本宮守正王、伏見宮博恭王、寺内、畑および永野の5名だった。

## 元帥一覧

### 陸軍元帥
1. 西郷隆盛 - 1872年（明治5年7月）[11] - 1873年（明治6年）5月
階級としての「陸軍元帥」に任官したのは、日本の近代軍隊史上西郷ただ一人であり、「大元帥」や「海軍元帥」[9]の任官の例は見つけられない[注 5]。

### 元帥陸軍大将
1. 小松宮彰仁親王 - 1898年（明治31年）1月20日受
2. 山縣有朋 - 1898年（明治31年）1月20日受
3. 大山巌 - 1898年（明治31年）1月20日受
4. 野津道貫 - 1906年（明治39年）1月31日受
5. 奥保鞏 - 1911年（明治44年）10月24日受
6. 長谷川好道 - 1915年（大正4年）1月9日受
7. 伏見宮貞愛親王 - 1915年（大正4年）1月9日受
8. 川村景明 - 1915年（大正4年）1月9日受
9. 寺内正毅 - 1916年（大正5年）6月24日受
10. 閑院宮載仁親王 - 1919年（大正8年）12月12日受
11. 上原勇作 - 1921年（大正10年）4月27日受
12. 昌徳宮李王坧 - 1926年（大正15年）4月26日受[注 10]
13. 久邇宮邦彦王 - 1929年（昭和4年）1月27日受 （病死後追贈）
14. 梨本宮守正王 - 1932年（昭和7年）8月8日受
15. 武藤信義 - 1933年（昭和8年）5月3日受
16. 寺内寿一 - 1943年（昭和18年）6月21日受
17. 杉山元 - 1943年（昭和18年）6月21日受
18. 畑俊六 - 1944年（昭和19年）6月2日受

### 元帥海軍大将
1. 西郷従道 - 1898年（明治31年）1月20日受
2. 伊東祐亨 - 1906年（明治39年）1月31日受
3. 井上良馨 - 1911年（明治44年）10月31日受
4. 東郷平八郎 - 1913年（大正2年）4月21日受
5. 有栖川宮威仁親王 - 1913年（大正2年）7月7日受（死後追贈）
6. 伊集院五郎 - 1917年（大正6年）5月26日受
7. 東伏見宮依仁親王 -  1922年（大正11年）6月27日受（死後追贈）
8. 島村速雄 -  1923年（大正12年）1月8日受（死後追贈）
9. 加藤友三郎 - 1923年（大正12年）8月24日受（死後追贈）
10. 伏見宮博恭王 - 1932年（昭和7年）5月27日受
11. 山本五十六 - 1943年（昭和18年）4月18日受（死後追贈）
12. 永野修身 - 1943年（昭和18年）6月21日受
13. 古賀峯一 - 1944年（昭和19年）3月31日受（死後追贈）

## ギャラリー

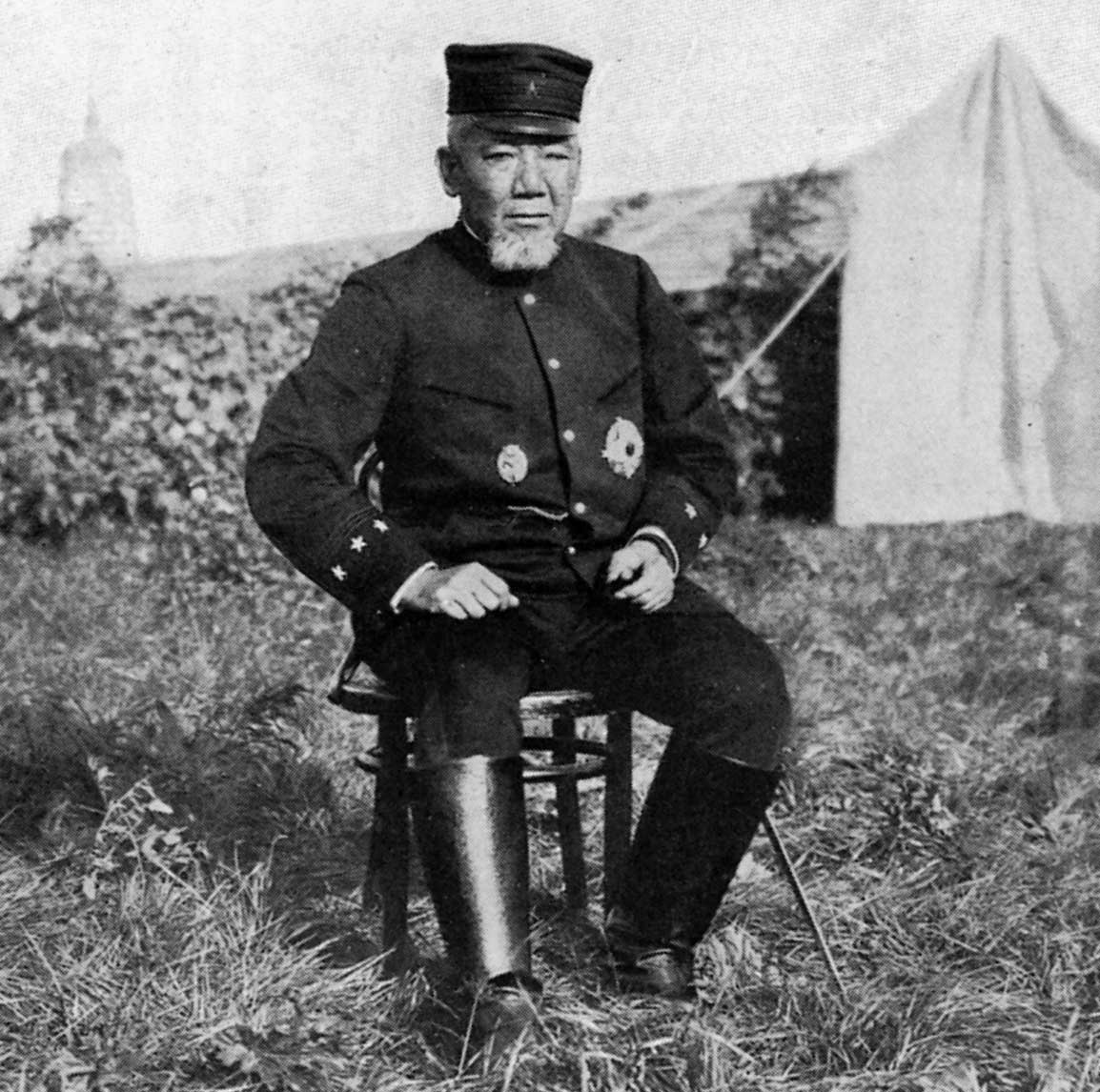
元帥陸軍大将大山巌（1904年（明治37年）、満州軍総司令官）。元帥佩刀制定前であるため徽章のみを佩用。
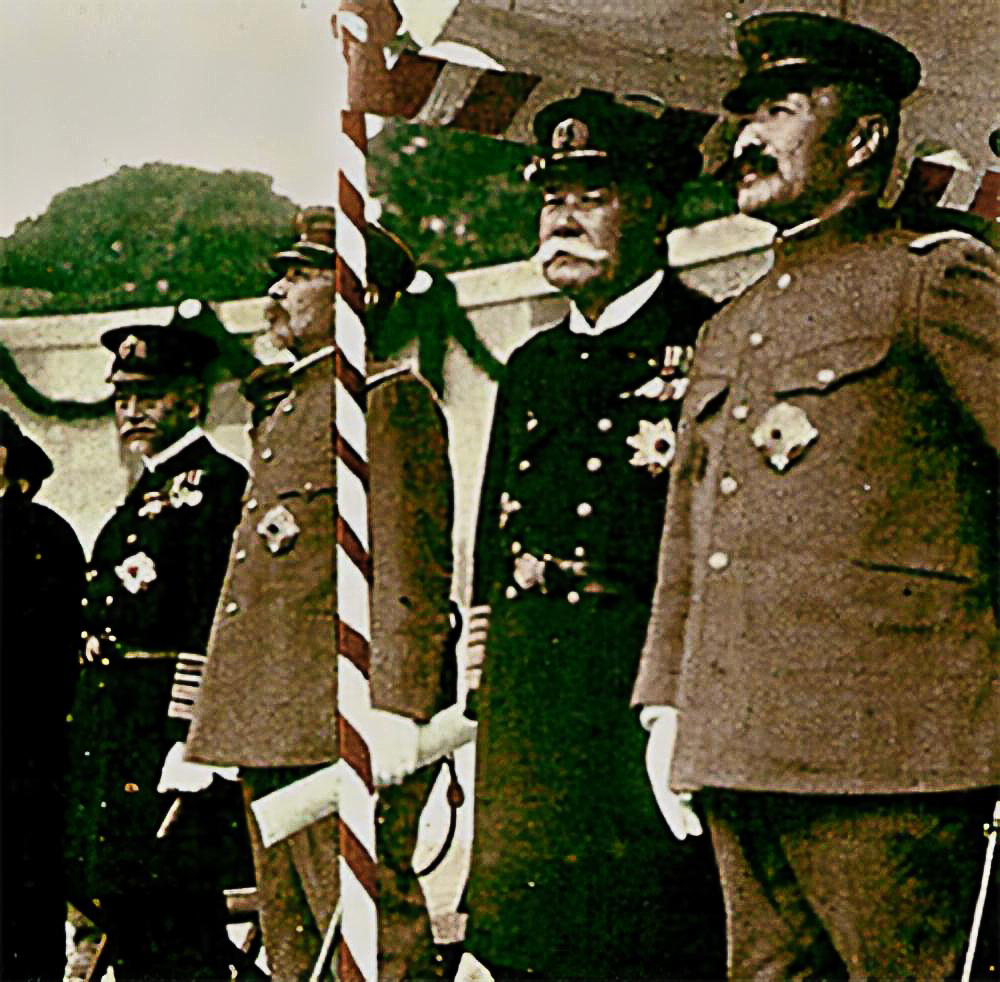
大山の銅像除幕式に参列した元帥府（1917年（大正6年））。右から元帥陸軍大将川村景明、元帥海軍大将井上良馨、元帥陸軍大将奥保鞏、元帥海軍大将東郷平八郎。
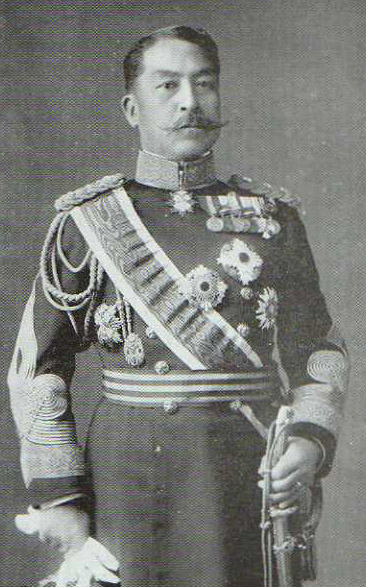
元帥陸軍大将閑院宮載仁親王（1919年）。元帥徽章と元帥佩刀を佩用。
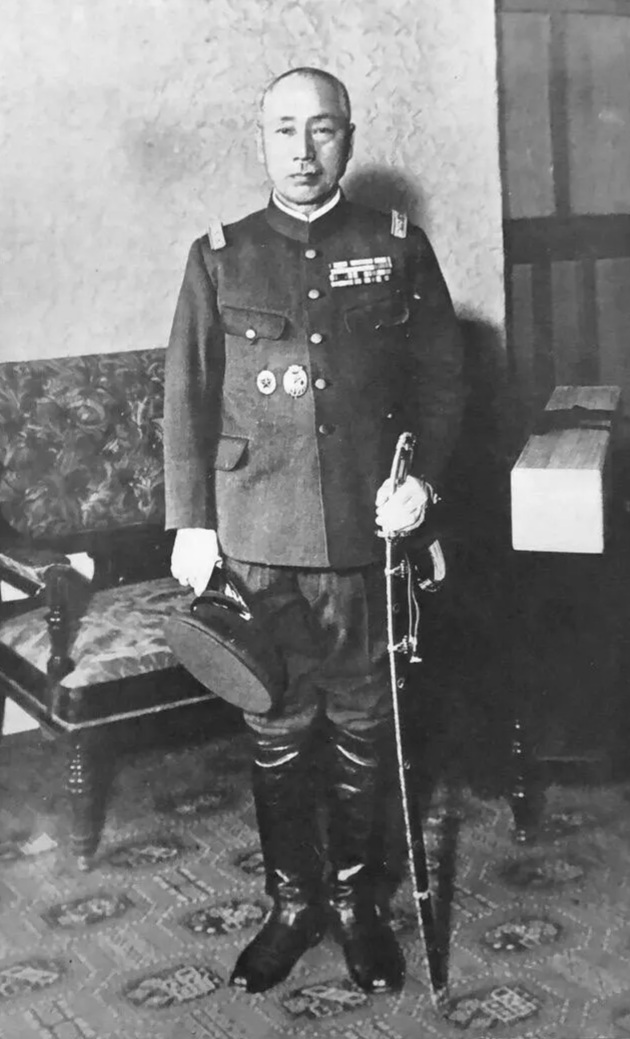
元帥陸軍大将武藤信義（1933年（昭和8年）、関東軍司令官）。元帥徽章と元帥佩刀を佩用。
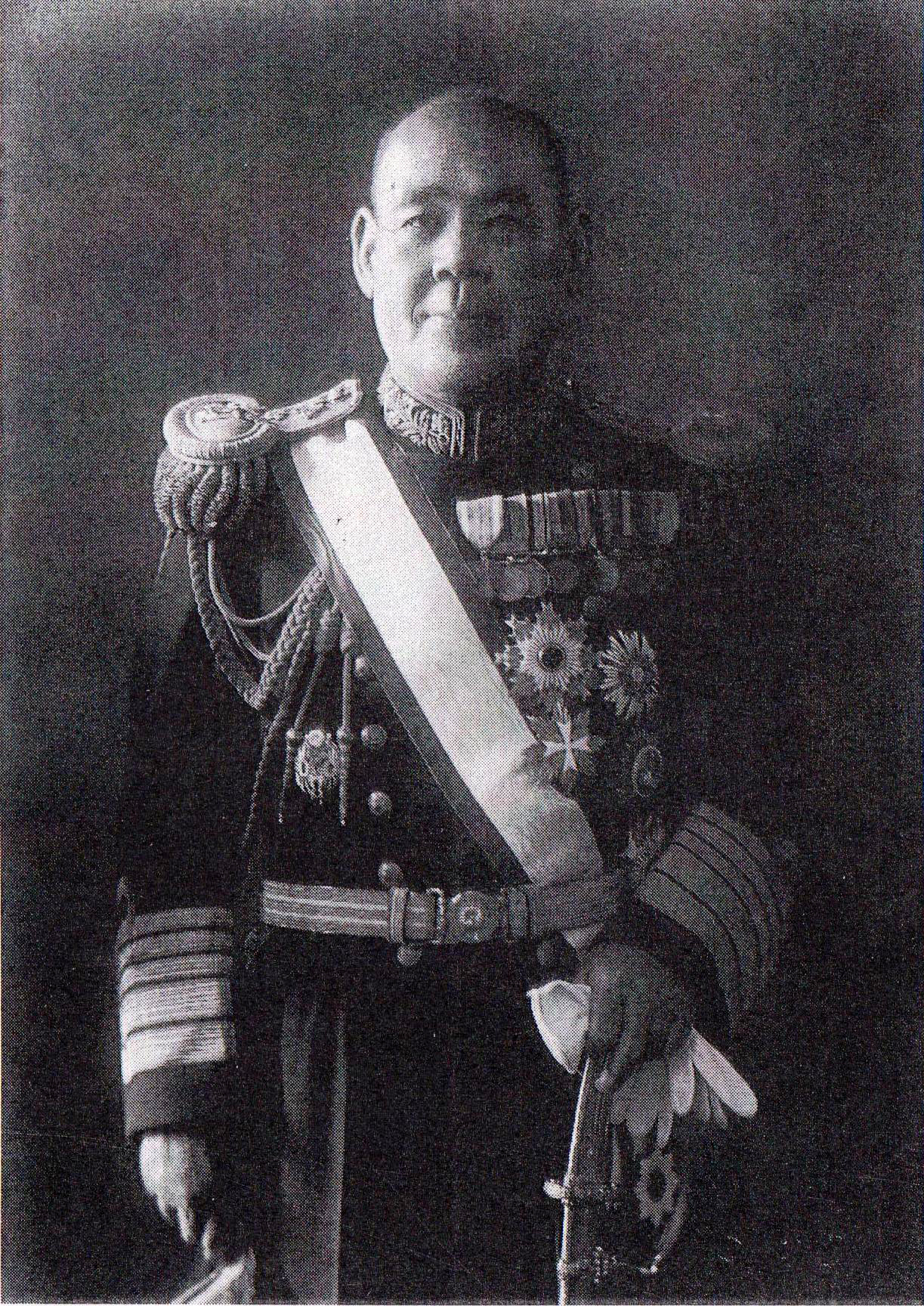
元帥海軍大将永野修身（1943年（昭和18年）、軍令部総長）。元帥徽章と元帥佩刀を佩用。
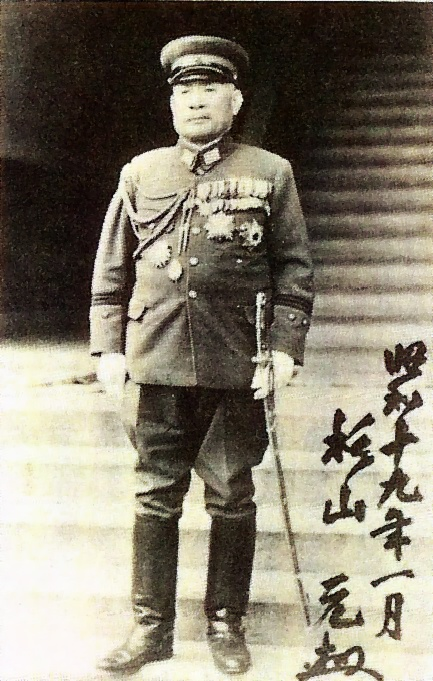
元帥陸軍大将杉山元（1944年（昭和19年）1月、参謀総長）。元帥徽章と元帥佩刀を佩用。
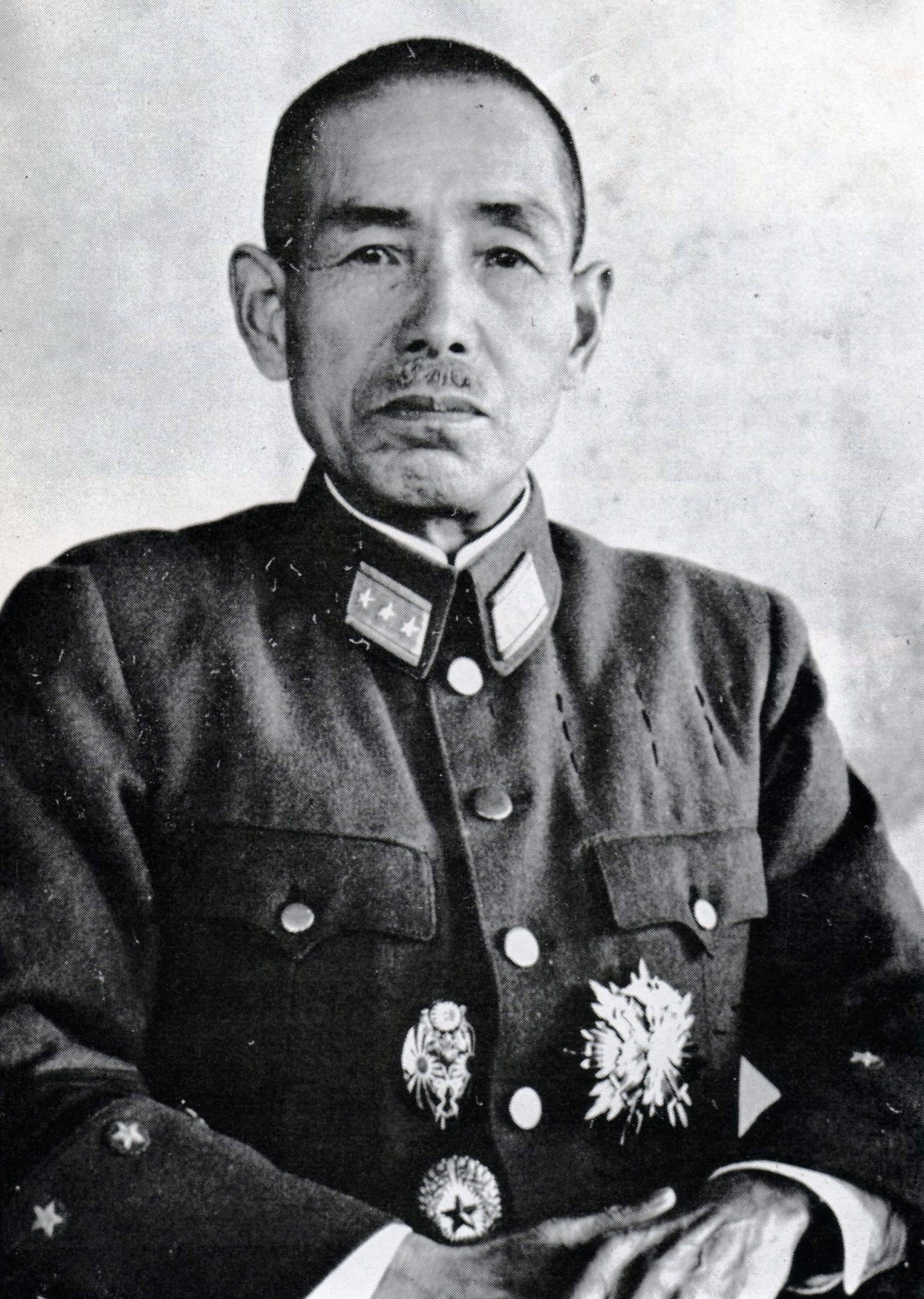
元帥陸軍大将畑俊六（1945年（昭和20年）、第2総軍司令官）。元帥徽章を佩用。

## 関連法令
- 元帥府条例（明治31年勅令第5号）[13]
- 元帥徽章ノ制式及装著ニ関スル件（明治31年勅令第96号）[25]
- 元帥佩刀制式（大正7年勅令第331号）[26]
- 元帥府条例等廃止ノ件（昭和20年勅令第669号）[29]